# Costa Tropical
A Costa Tropical ou Costa Granadina[carece de fontes?] é uma comarca de Espanha situada no extremo sul da província de Granada. Tem 787 km² de área e em 2009 tinha 127 010 habitantes (densidade: 161,4 hab./km²).

## Descrição
É uma região essencialmente agrícola, com algumas pequenas cidades e aldeias que são estâncias turísticas. A vizinhança da Serra Nevada, que chega até à orla do mar Mediterrâneo e a costa muito acidentada marcam a paisagem, que tem muito poucas áreas planas à beira-mar que permita grandes urbanizações turísticas como na vizinha Costa del Sol, na província de Málaga. O clima é menos árido e a vegetação mais luxuriante que nas áreas vizinhas. A presença da Serra Nevada faz com que a região receba mais chuva. Ao mesmo tempo, a serra protege dos ventos do norte, o que origina um microclima agradável com invernos e verões mais amenos do que a generalidade do interior de Espanha. As diferenças de temperatura em relação a áreas situadas do outro lado da Serra Nevada chegam a atingir os 10 °C, não sendo raro estarem 38 °C em Granada e 28 °C na costa e estar a nevar naquela cidade e registarem-se 10 °C na costa.
As principais cidades da comarca são Motril e Almuñécar. A primeira é principalmente um centro industrial e agrícola (hortícolas, legumes, frutos subtropicais e alguma cana-de-açúcar, esta última em declínio), além de ter um porto importante. Almuñécar é principalmente uma estância balnear, onde o número de turistas no verão é mais do dobro do que a população da cidade. Como o resto da costa espanhola, nas últimas décadas assistiu a um boom urbanístico que originou alguma degradação ambiental. Este aumento da construção não foi tão severo como noutras partes da costa espanhola, em parte devido aos município de Almuñécar e a administração da pedanía de La Herradura não se entenderem em relação aos termos do novo "Plano Geral de Ordenamento Urbanístico" (PGOU) desde 2002.
A região tem muitos locais históricos, que inclui diversas ruínas romanas, como estradas, pontes, edifícios, fábricas de salga de peixe e sistemas de irrigação que ainda hoje são usados. São também abundantes os vestígios da ocupação muçulmana, quando Almuñécar era um dos portos mais importantes da Península Ibérica para as ligações com o resto do mundo muçulmano, e em 755 foi a principal base de Abderramão I, um membro da dinastia omíada que, fugindo às perseguições dos Abássidas em Damasco, fundou uma dinastia que governaria grande parte da Península Ibérica durante três séculos.
| Comarcas limítrofes da Costa Tropical       |  |                     |
| Alhama, Vale de Lecrín, Alpujarra Granadina |  |                     |
| Axarquía                                    |  | Poniente Almeriense |
| Mar Mediterrâneo                            |  |                     |

## Municípios
1. Albondón
2. Albuñol
3. Almuñécar
4. Gualchos
5. Ítrabo
6. Jete
7. Lentegí
8. Los Guájares
9. Lújar
10. Molvízar
11. Motril
12. Otívar
13. Polopos
14. Rubite
15. Salobreña
16. Sorvilán
17. Torrenueva Costa
18. Vélez de Benaudalla